# ダニエル・ペーター

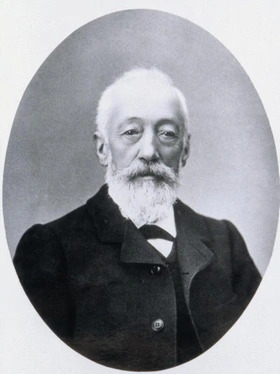
ダニエル・ペーター

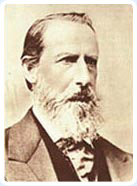
ペーターの近所に住んでいたアンリ・ネスレ。なめらかな食感をだすために使用した牛乳（コンデンスミルク）はネスレ社の競争相手がつくっていたものだった。

ダニエル・ペーター (Daniel Peter 1836年3月9日 – 1919年11月4日) は、スイスのチョコレート職人であり、1875年に初めて板状のミルクチョコレートをつくったことで知られている。
もとはヴェヴェイでろうそくをつくっていたが、ランプが出現するや需要は急速に落ち込んだためチョコレート作りに携わるようになった。
当時チョコレートに使われていた豆の品種は苦味が強いものだったため、よりまろやかな風味がもとめられていた。また牛乳はコーヒー豆よりも価格が安かったため、チョコレートに加えることでかさ を増すことができるという利点もあった。
友人のアンリ・ネスレにすすめられてミルクチョコレート作りに取り組んだペーターだが、そのためにはカビが生えないように牛乳から水分を取り除かなければならないという難題があった。ネスレと協力しあい昼夜をとわずに研究を続け、ついに乳児向けの食品製造会社を営んでいたネスレは市場に製品を売り込むことができたのである。1876年のことだった。その後ネスレ社は今日にいたるまで成長を続けていくことになる。
このように、従来はネスレとの協力によってミルクチョコレートは開発されたと語られてきた。しかし広島大学の佐藤清隆教授によって、ネスレとの協力はなくペーター単独で開発したのではないかという資料が発見された。佐藤教授らは資料をもとに実験し、実際に製造できることも確認された。